# ルンピ
ルンピはマラウイのルンピ県の町である。

## 概要
タバコの栽培が盛んであり、煙草を扱う市場もある活気のある町である。
また、住人が親切であることと、ニイカ国立公園やニイカ高原から近いことで有名である。さらに、隣のムジンバ県の都市であるムズズは一年を通して晴天で気候が穏やかであるのに対し、ルンピでは夏に気温が非常に高くなることでも知られている。これは、この町が丘に囲まれているのが原因である。
人口統計
| 年   | 人口  |
| ---- | ----- |
| 1987 | 7156  |
| 1998 | 13977 |
| 2008 | 27988 |